# Cavata (otok)
Cavata je nenaseljen otoček v Jadranskem morju. Pripada Hrvaški. V skladu z zakonom o otokih in glede na demografske razmere in gospodarski razvoj je Cavata uvrščen v kategorijo majhnih, občasno naseljenih in nenaseljenih otokov in otočkov, za katere se sprejemajo programi trajnostnega razvoja otokov.
V državnem programu za zaščito in uporabo majhnih, občasno naseljenih in nenaseljenih otokov ter okoliškega morja Ministrstva za regionalni razvoj in sklade Evropske unije je otok Cavata uvrščen med kamnite otoke. Ima površino 8.031 m2 in obalno dolžino 410 m. Otok pripada občini Vrsar.